# Schlotheimia henscheniana
Schlotheimia henscheniana är en bladmossart som beskrevs av C. Müller 1874. Schlotheimia henscheniana ingår i släktet Schlotheimia och familjen Orthotrichaceae. Inga underarter finns listade i Catalogue of Life.